# Nationalstraße 1 (Taiwan)
Die Nationalstraße 1 (chinesisch 國道一號, Pinyin Guódào yī hào), auch bekannt als Zhongshan-Autobahn (chinesisch 中山高速公路, Pinyin Zhōngshān gāosù gōnglù) oder Sun-Yat-Sen-Autobahn (engl. Bezeichnungen: Sun Yat-sen Freeway／National Highway No. 1) ist eine Autobahn in der Republik China (Taiwan). Die Autobahn verläuft in Nord-Süd-Richtung im Westen der Insel von Keelung über Taipeh entlang der westlichen Küste bis nach Kaohsiung. Die Autobahn ist 373 Kilometer lang und verläuft weitgehend parallel zur Nationalstraße .

## Straßenbeschreibung
Die Nationalstraße 1 beginnt im Stadtzentrum der Hafenstadt Keelung. Die Autobahn hat hier 2 × 2 Fahrspuren, verläuft durch einen kurzen Tunnel und anschließend in südwestliche Richtung durch einen städtischen Korridor zwischen Taipeh und Keelung. Dann folgt ein Knoten mit der Autobahn, die östlich und südlich an Taipeh vorbei führt, während die Nationalstraße 1 nördlich und westlich des Stadtzentrums verläuft. Die Autobahn hat hier 2 × 4 Fahrstreifen, die im weiteren Verlauf in eine parallele Struktur mit 4×2 Fahrspuren aufgeteilt sind. Die Anschlüsse sind als groß angelegte Knoten ausgelegt, mit breiten Straßen, die in die Stadt Taipeh führen. Die parallele Strecke wird breiter, mit 14 Fahrspuren und überquert dann den Fluss Tamsui.
Es gibt 2 × 4 Fahrspuren für den Durchgangsverkehr und 2 × 3 Fahrspuren für die Abfahrten in dem Abschnitt. Der Teil durch den Norden von Taipeh verläuft durch dicht besiedeltes Gebiet. Die parallele Strecke endet nach 21 Kilometern, nach der die Xizhi-Wugu Elevated Highway Connection benannte Freeway und dem Freeway 1, die Überführungen selbst haben 2 × 4 Fahrspuren. Westlich von Taipeh kommt man durch eine bewaldeten und hügeligen Gegend. Bei Taoyuan wird die Autobahn  gekreuzt die zum Flughafen Taiwan Taoyuan führt und danach folgt eine Kreuzung mit der Autobahn  kreuzt. Danach hat die Autobahn 2 × 3 Fahrstreifen und nahezu jede Abfahrt führt zu einer städtischen Siedlung mit über 100.000 Einwohnern. Nach Taoyuan wird die Provinzstraße  gekreuzt, die eine Ost-West-Verbindung von der Küste ins Landesinnere darstellt.
Weiter südlich führt die Autobahn dicht an der Küste entlang und es folgen hügelige Gebiete. Dann wird der Expressway  und der Freeway 3 gekreuzt. Die Anzahl der Autobahnabfahrten sind nicht mehr so hoch wie im Norden und die Autobahn hat 2 × 3 Fahrspuren. In Miaoli überquert man die Schnellstraße , eine von vielen kurzen Ost-West-Schnellstraßen zur Küste. Danach folgen niedrige, bewaldete Berge und dann ein Gebiet mit zahlreichen großen Flüssen mit breiten Flussbetten die in der Regenzeit viel Wasser aus den Bergen führen.
In der Nähe von Fengyuan wird die Autobahn  gekreuzt, die eine kurze Ost-West-Autobahn nach Qingshui an der Küste ist. Die Autobahn verläuft dann im westlichen Abschnitt von Taichung. Parallel zur Autobahn verläuft hier der Schnellstraße , die dem lokalen Verkehr dient. Südlich von Taichung überquert man die Nationalstraße 3 zum dritten Mal. Bei Dounan wird der Expressway  überquert und verläuft dann an der Westküste weiter. Die Autobahn verläuft in einiger Entfernung westlich der Stadt Chiayi vorbei und kreuzt dann die Schnellstraße .
Die Autobahn mit 2 × 3 Fahrspuren verläuft durch einen flachen breiten Küstenstreifen mit wenigen großen Städten. Bei Xinshi wird die Schnellstraße  gekreuzt. Südlich davon wird die Schnellstraße  überquert, die nach Guanmiao im Osten führt. Danach führt die Autobahn durch das Gebiet von Kaohsiung, der zweitgrößten Stadt Taiwans. Der südlichste Teil der Nationalstraße 1 hat dann wieder 2 × 4 Fahrspuren und endet im Hafen und am Flughafen Kaohsiung.

## Geschichte
Der Bau der Autobahn begann im Jahr 1971. 1974 wurde der erste Abschnitt zwischen Keelung und Zhongli eröffnet. Es war damals die erste Autobahn von Taiwan. 1978 wurde schließlich die gesamte Autobahn eröffnet, welche bis nach Kaohsiung führte. 1997 wurde die parallele Strecke etwa 21 Kilometer in der Höhe von Taipeh mit 14 Fahrspuren eröffnet, um die Kapazität zu erhöhen. Von Taipeh (Abfahrt 33 Wugu) bis zur Abfahrt 69 hat die Autobahn auf etwa 36 Kilometer 10 Fahrspuren, da sie durch die erhöhte Wuyang Autobahn erweitert wurde. Die Arbeiten hierzu begannen im November 2009 und wurden am 20. April 2013 abgeschlossen.

## Eröffnungsdaten der Autobahn
| von      | nach      | Länge | Datum      |
| -------- | --------- | ----- | ---------- |
| Taipei   | Zhongli   | 37 km | 29.07.1974 |
| Zhongli  | Yangmei   | 7 km  | 10.11.1975 |
| Yuanshan | Taipei    | 2 km  | 10.10.1976 |
| Keelung  | Neihu     | 16 km | 01.07.1977 |
| Neihu    | Yuanshan  | 7 km  | 31.10.1977 |
| Tainan   | Kaohsiung | 46 km | 31.10.1977 |
| Yangmei  | Xinzhu    | 26 km | 31.12.1977 |
| Xinzhu   | Wangtian  | 95 km | 01.07.1978 |
| Jiayi    | Tainan    | 63 km | 01.09.1978 |
| Wangtian | Dounan    | 51 km | 31.10.1978 |

## Maut
Die Nationalstraße 1 ist eine Mautstraße. Ursprünglich war alle 30 bis 50 Kilometer eine Mautstelle aufgebaut. Seit 2014 erfolgt die Bezahlung der Maut ausschließlich auf elektronischem Weg.

## Verkehrsaufkommen
Im Jahr 2009 fuhren täglich 70.000 Fahrzeuge auf der Autobahn bei Keelung und das Verkehrsaufkommen stieg dann bis Taipeh auf 250.000 Fahrzeuge täglich. Der mittlere Abschnitt zwischen Taipeh und Kaohsiung zählte zwischen 70.000 und 120.000 Fahrzeuge pro Tag. In Kaohsiung steigt diese wieder auf 190.000 Fahrzeuge pro Tag und am Ende der Autobahn sind es noch ca. 75.000 Fahrzeuge pro Tag.

## Ausbau der Fahrbahnen
| von              | nach      | Länge  | Fahrspuren |
| ---------------- | --------- | ------ | ---------- |
| Keelung          | Xizhi     | 11 km  | 2 × 2      |
| Xizhi            | Xizhi     | 1 km   | 2 × 4      |
| Xizhi            | Wugu      | 21 km  | 2 × 7      |
| Wugu             | Freeway 2 | 19 km  | 2 × 4      |
| Nationalstraße 2 | Dingjin   | 310 km | 2 × 3      |
| Dingjin          | Kaohsiung | 10 km  | 2 × 4      |